# P.J. Carlesimo
Peter John "P. J." Carlesimo (ur. 30 maja 1949 w Scranton) – amerykański trener, analityk i komentator koszykarski (ESPN, The NBA on TNT', Westwood One, CSN New England).
Jest synem trenera akademickiego Petera A. Carlesimo.
Podczas jednego z treningów w sezonie 1997/1998, będąc głównym trenerem Golden State Warriors, został zaatakowany przez zawodnika tej drużyny – Latrella Sprewella. Sprewell dusił go przez około 15 sekund zanim nie został powstrzymany przez kilku kolegów z zespołu. Po 20 minutach powrócił by ponowić atak. Warriors rozwiązali kontrakt ze Sprewellem, a liga NBA zawiesiła go na rok (później zredukowano karę do zawieszenia na 68 spotkań).

## Osiągnięcia
Na podstawie, o ile nie zaznaczono inaczej.
Drużynowe
- Mistrz:
  - NBA (2003, 2005, 2007 – jako asystent)
  - olimpijski (1992 – jako asystent[4])
  - Uniwersjady (1991)
  - konferencji Mayflower dywizji II NCAA (1976)
  - turnieju konferencji Big East (1991, 1993)
  - sezonu regularnego konferencji Big East (1992, 1993)
- Wicemistrz:
  - NCAA (1989)
  - Igrzysk Dobrej Woli (1990 – jako asystent)[5]
- Uczestnik rozgrywek:
  - Elite Eight turnieju NCAA (1989, 1991)
  - Sweet Sixteen turnieju NCAA (1989, 1991, 1992)
  - Round of 32 turnieju NCAA (1988, 1989, 1991–1993)
  - turnieju NCAA (1988, 1989, 1991–1994)
- Brązowy medalista mistrzostw świata (1990 – jako asystent)[6]

Indywidualne
- Trener Roku:
  - NCAA według National Association Of Basketball Coaches (NABC – 1989)
  - Konferencji Big East NCAA (1988, 1989)
- Trener zespołu debiutantów podczas NBA Rising Stars Challenge (2005)
- Laureat John Bunn Award (1995)
- Wybrany do:
  - Koszykarskiej Galerii Sław jako członek sztabu trenerskiego drużyny olimpijskiej z 1992 roku (Naismith Memorial Basketball Hall Of Fame – 2010)[7]
  - Galerii Sław Sportu:
    - stanu Pensylwania
    - uczelni Wagnera
    - uczelni Seton Hall